# (You're) My World
"(You're) My World" é uma balada instrumental do guitarrista virtuoso estadunidense Joe Satriani.
A canção foi lançada como single em 1995, como forma de promoção do álbum Joe Satriani. Além deste álbum, a canção aparece ainda no documentário Reel Satriani, sendo mostrado o Making-of da gravação da canção.

## Faixas (Single)
1. "(You're) My World" - 3:56
2. "If" - 4:49
3. "Slow Down Blues" - 7:23

## Desempenho nas Paradas Musicais
| Ano  | Música              | Ranking                              | Posição | Ref.         |
| ---- | ------------------- | ------------------------------------ | ------- | ------------ |
| 1995 | "(You're) My World" | Billboard Hot Mainstream Rock Tracks | #30     | Allmusic.com |

## Prêmios e Indicações
A canção tornou-se o sétimo trabalho de Satriani a concorrer ao Grammy Awards.
| Ano  | Canção              | Prêmio        | Indicação                               | Resultado | Ref.  |
| ---- | ------------------- | ------------- | --------------------------------------- | --------- | ----- |
| 1997 | "(You're) My World" | Grammy Awards | Melhor Performance de Rock Instrumental | Indicado  | [ 5 ] |

## Gravações
| Ano  | Versão  | Lançamento                               | Formato               | Tamanho  |
| ---- | ------- | ---------------------------------------- | --------------------- | -------- |
| 1995 | Estúdio | "(You`re) My World"                      | Single                | 3:56 min |
| 1995 | Estúdio | Joe Satriani                             | CD                    | 3:56 min |
| 1995 | Estúdio | Reel Satriani                            | Making-of da gravação |          |
| 2005 | Estúdio | One Big Rush: The Genius of Joe Satriani | CD (Coletânea)        | 3:56 min |